# Acta Arithmetica
Acta Arithmetica es una revista científica de matemáticas que publica artículos sobre teoría de números. Fue fundada en 1935 por Salomon Lubelski y Arnold Walfisz. La revista es publicada por el Instituto de Matemáticas de la Academia de Ciencias de Polonia.
El factor de impacto de la revista en 2012 fue de 0,472. En las estadísticas de ISI Web of Knowledge, la revista se ubicó en el puesto 193 de 295 revistas en la categoría de matemáticas.